# Puchar Polski (województwo świętokrzyskie) w piłce nożnej mężczyzn (2023/2024)
W sezonie 2023/2024 Puchar Polski na szczeblu regionalnym w województwie świętokrzyskim składał się z 8 rund, które miały na celu wyłonienie zdobywcy Regionalnego Pucharu Polski w województwie świętokrzyskim i uczestnictwo na szczeblu centralnym Pucharu Polski w sezonie 2024/2025. Tytułu bronił KSZO 1929 Ostrowiec Świętokrzyski, który odpadł w ćwierćfinale rozgrywek. Nowym zdobywcą pucharu został Star Starachowice.

## Uczestnicy
| III liga                                                                              | IV liga | Klasa Okręgowa | Klasa A | Klasa B | drużyny nieligowe |
| ------------------------------------------------------------------------------------- | --- | --- | --- | --- | --- |
| - KSZO 1929 Ostrowiec Świętokrzyski - Czarni Połaniec - ŁKS Łagów - Star Starachowice | - Stal Kunów - Hetman Włoszczowa - Orlęta Kielce - Wisła Sandomierz - Wierna Małogoszcz - Łysica Bodzentyn - Granat Skarżysko-Kamienna - Spartakus Daleszyce - Klimontowianka Klimontów - Korona II Kielce - AKS 1947 Busko-Zdrój - GKS Rudki - GKS Nowiny - Pogoń 1945 Staszów - Alit Ożarów - Arka Pawłów - Moravia Morawica - Neptun Końskie | - Wicher Miedziana Góra - Victoria Skalbmierz - Świt Ćmielów - Sparta Dwikozy - Kamienna Brody - Nida Pińczów - ŁKS Łagów - Unia Sędziszów - Piaskowianka Piaski - GKS Górno - Orlicz Suchedniów - Partyzant Wodzisław - Naprzód Jędrzejów - Partyzant Radoszyce - Gród Ćmińsk - Sparta Kazimierza Wielka | - GKS Imielno - Gród Wiślica - Moravia II Morawica - Dąb Nagłowice - Sokół Rykoszyn - Wisła Nowy Korczyn - LZS Samborzec - Radiators Stąporków - Zryw Łopuszno - LKS Bolmin - KS Smyków - GKS Łoniów - Astra Piekoszów - GOKiS Masłów - Baszta Rytwiany - GKS Świniary - Nida Oksa - Zenit Chmielnik - OKS Opatów - Polonia Białogon - Bucovia Bukowa - Eska Dziki Skarżysko-Kamienna - Politechnika Świętokrzyska Kielce - Nida Sobków - Skała Tumlin - Nidzica Dobiesławice - Star II Starachowice | - GKS II Nowiny - GKS Fałków - Samson Samsonów - Zryw Skroniów - Jawornik Gorzków - Start Słupia Jędrzejowska - MGTS Działoszyce - Naprzód II Jędrzejów - Strzelec Chroberz - Piaskowianka II Piaski - Tęcza Gowarczów - Polanie Pierzchnica - Granat Borki - Vitalpol Solec Zdrój - UKS Baćkowice | - Odlboys Jędrzejów - Oldboys KSZO Ostrowiec Świętokrzyski - Korona III Kielce - Korona IV Kielce - KKP Korona Kielce - Campeones Wąchock |

## I runda
Mecze I rundy rozegrano w dniach 11-16, 19 oraz 23 sierpnia 2023 roku.
| 11 sierpnia 2023 | Vitalpol Solec Zdrój | 3:0 (wo.) | GKS Świniary |  |
| 17:00            |                      |           |              |  |

| 11 sierpnia 2023 | Oldboys Jędrzejów                                                                                | 5:7   | Nida Oksa |  |
| 17:45            | 40' Michał Więckowski · 47' Mateusz Fatyga · 51' Przemysław Butenko · 64' (69) Szczepan Bednarek | (1:4) | 10', 44', 90' Andrzej Kusaj · 24' Mateusz Kosowski · 39' Daniel Matuszewski · 49' Mateusz Stefański · 57' (sam.) Paweł Dudek |  |

| 12 sierpnia 2023 | Skała Tumlin                        | 2:0   | Bucovia Bukowa |  |
| 12:00            | 6' Konrad Wawrzycki · 86' Igor Koza | (1:0) |                |  |

| 13 sierpnia 2023 | Naprzód II Jędrzejów | 1:6   | Sokół Rykoszyn                                                                 |  |
| 16:00            | 90' Jakub Szostak    | (0:3) | 21', 75' Sebastian Wijas · 23', 86' Damian Bednarski · 27', 50' Kamil Domagała |  |

| 14 sierpnia 2023 | GKS II Nowiny                                                | 3:5   | GOKiS Masłów                                                        |  |
| 20:00            | 3' Dominik Gałecki · 14' Igor Taborek · 48' Wojciech Merwart | (2:1) | 26', 51', 90' Tomasz Miernik · 69' Łukasz Kmieć · 78' Karol Janicki |  |

| 15 sierpnia 2023 | Tęcza Gowarczów                                                                               | 4:3   | Radiators Stąporków                                  |  |
| 11:00            | 12' Albert Kosma · 45' Krystian Strzałkowski · 59' Maciej Franaszczyk · 84' Krystian Jaworski | (2:3) | 8', 26' Kacper Trzebiński · 35' Francesco Ślifierski |  |

| 15 sierpnia 2023 | Piaskowianka II Piaski | 1:5   | Polonia Białogon                                                                                  |  |
| 11:00            | 6' Konrad Giełżecki    | (1:1) | 11' Mateusz Matysek · 69' Piotr Niźnik · 72' Kacper Śliwa · 83' Łukasz Brożek · 84' Piotr Misztal |  |

| 15 sierpnia 2023 | Dąb Nagłowice       | 1:1 k. 4:5    | Start Słupia Jędrzejowska |  |
| 12:30            | 53' Łukasz Niemstak | (0:0, k. 4:5) | 75' Konrad Bieniek        |  |

| 15 sierpnia 2023 | Moravia II Morawica                                    | 4:4 k. 5:4    | GKS Imielno                                                    |  |
| 17:00            | 16', 90' Kacper Orliński · 78', 84' Bartłomiej Wysocki | (1:2, k. 5:4) | 30' Kamil Woliński · 39', 86' Patryk Cygan · 51' Bartosz Cygan |  |

| 15 sierpnia 2023 | Granat Borki                                                    | 4:0   | Politechnika Świętokrzyska Kielce |  |
| 17:00            | 4' Daniel Misztal · 45', 89' Kacper Kolus · 61' Adrian Krawczyk | (2:0) |                                   |  |

| 15 sierpnia 2023 | Polanie Pierzchnica                                                                           | 5:0   | Baszta Rytwiany |  |
| 17:00            | 14' Dawid Bednarski · 30' Marek Łopaciński · 57' Patryk Masternak · 65', 69' Szymon Kozłowski | (2:0) |                 |  |

| 15 sierpnia 2023 | Samson Samsonów       | 1:4   | Victoria Mniów                                             |  |
| 17:00            | 72' Kamil Piwowarczyk | (0:2) | 3' Albert Arabasz · 40' Karol Opara · 52', 58' Konrad Duda |  |

| 15 sierpnia 2023 | UKS Baćkowice         | 1:2   | GKS Łoniów                 |  |
| 17:00            | 81' Damian Włodarczyk | (0:0) | 47', 76' Piotr Dobrowolski |  |

| 15 sierpnia 2023 | Strzelec Chroberz | 0:2   | Gród Wiślica                              |  |
| 17:00            |                   | (0:0) | 56' Mateusz Modrzewiecki · 68' Szymon Boś |  |

| 15 sierpnia 2023 | Zryw Skroniów                              | 3:0   | Nida Sobków |  |
| 17:00            | 12', 57' Piotr Kasza · 36' Michał Kowalski | (2:0) |             |  |

| 15 sierpnia 2023 | Jawornik Gorzków                    | 2:3 | Wisła Nowy Korczyn                                                  |  |
| 17:00            | ?' Łukasz Nowak · ?' Michał Zaleśny |     | ?' Adrian Chłopecki · ?' Bartłomiej Fitowski · ?' Michał Piotrowski |  |

| 15 sierpnia 2023 | KKP Korona Kielce | 3:0 (wo.) | Eska Dziki Skarżysko-Kamienna |  |
| 17:00            |                   |           |                               |  |

| 15 sierpnia 2023 | Zryw Łopuszno    | 1:4   | Korona IV Kielce                                        |  |
| 17:00            | 1' Tomasz Resiak | (1:2) | 5', 50' Brian Gaj · 15' Mikołaj Jaskot · 47' Jan Mamica |  |

| 15 sierpnia 2023 | Campeones Wąchock | 3:0 (wo.) | OKS Opatów |  |
| 17:00            |                   |           |            |  |

| 15 sierpnia 2023 | Astra Piekoszów | 8:1   | LKS Bolmin     |  |
| 17:45            | 1' Dawid Stępień · 6' Albert Zajęcki · 13' Jakub Majchrzyk · 46', 90' Patryk Zapała · 70' Adam Korba · 71' Jakub Bodzioch · 82' Kacper Dereń | (3:1) | 10' Dawid Wnuk |  |

| 16 sierpnia 2023 | Oldboys KSZO Ostrowiec Świętokrzyski         | 3:2   | LZS Samborzec                              |  |
| 17:00            | 4', 83' Krystian Kanarski · 65' Rafał Wójcik | (1:0) | 53' Dawid Wiśniewski · 80' Hubert Kowalski |  |

| 19 sierpnia 2023 | MGTS Działoszyce                                        | 3:2   | Nidzica Dobiesławice                        |  |
| 17:00            | 8' Kamil Olesiński · 12' Wiktor Biały · 45' Marek Malik | (3:1) | 44' Dominik Jaworski · 58' Przemysław Nowak |  |

| 23 sierpnia 2023 | Star II Starachowice | 0:0 k. 18:19    | Korona III Kielce |  |
| 17:00            |                      | (0:0, k. 18:19) |                   |  |

| 23 sierpnia 2023 | GKS Fałków                                                         | 3:1   | KS Smyków              |  |
| 17:30            | 3' Kacper Ostrowski · 26' Andrzej Paprocki · 55' Mateusz Zacharski | (2:0) | 73' Sebastian Stachera |  |

## II runda
Mecze II rundy rozegrano 30 i 31 sierpnia oraz 5 i 6 września 2023 roku.
| 30 sierpnia 2023 | Astra Piekoszów | 0:3 (wo.) | Orlicz Suchedniów |  |
| 16:45            |                 |           |                   |  |

| 30 sierpnia 2023 | Nida Oksa                               | 2:2 k. 5:3    | Moravia II Morawica   |  |
| 16:45            | 49' Tomasz Różański · 80' Andrzej Kusaj | (0:2, k. 5:3) | 14', 43' Wiktor Pasek |  |

| 30 sierpnia 2023 | Start Słupia Jędrzejowska | 0:2   | Partyzant Wodzisław                        |  |
| 16:45            |                           | (0:2) | 7' Paweł Bębenek · 31' Mateusz Maciejewski |  |

| 30 sierpnia 2023 | GKS Fałków          | 1:1 k. 6:5    | Wicher Miedziana Góra |  |
| 16:45            | 44' Kacper Ostrowsk | (1:0, k. 6:5) | 88' Michał Sobczyk    |  |

| 30 sierpnia 2023 | Polanie Pierzchnica | 0:2   | Zenit Chmielnik            |  |
| 16:45            |                     | (0:1) | 20', 48' Marcin Piotrowski |  |

| 30 sierpnia 2023 | GKS Łoniów            | 1:6   | Sparta Dwikozy                                                                                |  |
| 16:45            | 25' Piotr Dobrowolski | (1:3) | 13' Michał Kułaga · 16' Łukasz Orłowski · 41' Patryk Chorab · 75', 78', 90' Mateusz Michalski |  |

| 30 sierpnia 2023 | Sokół Rykoszyn       | 1:4   | Piaskowianka Piaski                                                 |  |
| 16:45            | 4' Łukasz Poddębniak | (1:1) | 40' Dawid Sobieraj · 65', 70' Jarosław Dudczenko · 80' Albert Gajos |  |

| 30 sierpnia 2023 | Zryw Skroniów | 3:0 (wo.) | Gród Wiślica |  |
| 16:45            |               |           |              |  |

| 30 sierpnia 2023 | MGTS Działoszyce                           | 2:2 k. 1:4    | Victoria Skalbmierz                                |  |
| 16:45            | 74' Brajan Olesiński · 87' Kamil Olesiński | (0:0, k. 1:4) | 64' (sam.) Norbert Biały · 75' Norbert Wyjadłowski |  |

| 30 sierpnia 2023 | Vitalpol Solec Zdrój | 3:0 (wo.) | Wisła Nowy Korczyn |  |
| 16:45            |                      |           |                    |  |

| 30 sierpnia 2023 | Skała Tumlin | 0:7   | Naprzód Jędrzejów                                                                               |  |
| 16:45            |              | (0:4) | 15', 26', 80' Paweł Bażant · 24', 31' Bartłomiej Równicki · 78' Artur Karasek · 84' Jakub Grzyb |  |

| 30 sierpnia 2023 | Campeones Wąchock | 0:7   | Kamienna Brody                                                                 |  |
| 16:45            |                   | (0:0) | 46' Mateusz Duda · 54', 77', 88' Klaudiusz Marzec · 63', 73', 87' Marcel Rożek |  |

| 31 sierpnia 2023 | Granat Borki     | 1:0   | Victoria Mniów |  |
| 19:00            | 38' Kacper Kolus | (1:0) |                |  |

| 5 września 2023 | Oldboys KSZO Ostrowiec Świętokrzyski | 1:3   | Świt Ćmielów                               |  |
| 16:45           | 65' Marcin Sobolewski                | (0:2) | 34', 42' Witalij Neruch · 69' Łukasz Gębka |  |

| 5 września 2023 | Polonia Białogon | 0:5   | Korona IV Kielce                                                                        |  |
| 16:45           |                  | (0:1) | 30' Miłosz Bolek · 53', 59' Aleksander Cerek · 80' Nikodem Kuzera · 90' Jakub Posłuszny |  |

| 6 września 2023 | Tęcza Gowarczów        | 1:10  | Partyzant Radoszyce |  |
| 16:45           | 69' Maciej Franaszczyk | (0:4) | 2' Mikołaj Kuleta · 6', 59' Maciej Dymek · 35', 70' Hubert Wiktorowicz · 44' Marcin Świercz · 63' Kamil Szustak · 65' Kamil Szustak · 83', 90' Mateusz Sobczyk |  |

| 6 września 2023 | GOKiS Masłów | 0:10  | KKP Korona Kielce |  |
| 16:45           |              | (0:4) | 15', 73', 74', 85', 88' Piotr Foks · 32', 42' Marek Kozubek · 35' Damian Wawszczyk · 48' Jakub Pabis · 64' Wojciech Sternak |  |

| 6 września 2023 | Korona III Kielce                                                                                         | 6:1   | Gród Ćmińsk       |  |
| 16:45           | 16' Antoni Aszklar · 20' Igor Błaszczyk · 33' Mateusz Jas · 40', 81' Natan Niedźwiedź · 43' Kornel Toboła | (5:0) | 50' Mirosław Słoń |  |

## III runda
Mecze III rundy rozegrano 13, 19, 20 i 26 września 2023 roku.
| 13 września 2023 | Nida Oksa                                         | 3:2   | Unia Sędziszów                             |  |
| 16:30            | 40', 90' Paweł Jaskólski · 45' Daniel Matuszewski | (2:1) | 16' Bartosz Styczeń · 65' Tomasz Nartowski |  |

| 13 września 2023 | GKS Górno                                                                 | 4:1   | KKP Korona Kielce |  |
| 16:30            | 18', 88' Krystian Moskal · 73' Cezary Banakiewicz · 85' Damian Piotrowicz | (1:1) | 33' Jakub Pobis   |  |

| 13 września 2023 | Sparta Dwikozy   | 1:5   | ŁKS Łagów                                                                               |  |
| 16:30            | 4' Michał Kułaga | (1:5) | 6' Bartosz Wiecha · 16' Kamil Blicharski · 18', 33' Mariusz Maciejski · 29' Dawid Tutaj |  |

| 13 września 2023 | Zryw Skroniów | 0:0 k. 5:6    | Naprzód Jędrzejów |  |
| 16:30            |               | (0:0, k. 5:6) |                   |  |

| 13 września 2023 | Vitalpol Solec Zdrój | 1:12  | Sparta Kazimierza Wielka |  |
| 16:30            | 22' Patryk Gajek     | (1:6) | 8' Sebastian Maderak · 11' Krystian Maderak · 19', 39', 66', 90' Marcin Kądzielski · 29' Mariusz Adamczyk · 44' Krystian Kądzielski · 64', 89' Dmytro Howorko · 72', 82' Bartosz Kościółek |  |

| 13 września 2023 | Świt Ćmielów           | 1:1 k. 6:5    | Arka Pawłów       |  |
| 16:30            | 38' Konrad Skwarliński | (1:0, k. 6:5) | 64' Michał Wojton |  |

| 13 września 2023 | Granat Borki | 0:1   | Orlicz Suchedniów |  |
| 18:00            |              | (0:0) | 73' Damian Kita   |  |

| 19 września 2023 | Kamienna Brody                          | 2:8   | Korona III Kielce |  |
| 16:30            | 30' Dawid Płatek · 38' Mateusz Życiński | (2:3) | 5' Andrzej Chałaciński · 11', 21' Ihnat Puszkuca · 49', 86' Bartosz Sowiźrał · 56' Filip Sokół · 83' Kornel Toboła · 85' Jakub Adach |  |

| 20 września 2023 | GKS Fałków           | 1:1 k. 3:4    | Partyzant Radoszyce |  |
| 16:15            | 82' Kacper Ostrowski | (0:0, k. 3:4) | 90' Kacper Baranek  |  |

| 20 września 2023 | Partyzant Wodzisław       | 2:3   | Nida Pińczów                                |  |
| 16:30            | 51', 66' Dominik Szewczyk | (0:3) | 36', 41' Sebastian Zając · 38' Michał Krzak |  |

| 20 września 2023 | Zenit Chmielnik | 3:0 (wo.) | Victoria Skalbmierz |  |
| 16:30            |                 |           |                     |  |

| 26 września 2023 | Piaskowianka Piaski                                                            | 3:2   | Korona IV Kielce                        |  |
| 16:00            | 59' Rafał Krzysztofik · 88' Mykyta Skorobohatych · 90' (sam.) Brajan Branewicz | (0:1) | 12' Kacper Kasza · 76' Michał Nasternak |  |

## IV runda
Mecze IV rundy rozegrano 4 i 11 października 2023 roku.
| 4 października 2023 | Nida Pińczów | 0:4   | Korona II Kielce                                                 |  |
| 15:30               |              | (0:2) | 31', 81' Hubert Szulc · 42' Kacper Kucharczyk · 67' Piotr Wójcik |  |

| 4 października 2023 | GKS Górno | 0:6   | Łysica Bodzentyn                                                                                              |  |
| 15:30               |           | (0:4) | 3' Dominik Chrzanowski · 20', 36' Szymon Czerwiak · 27' Michał Mikosa · 60' Rafał Kujawa · 75' Kacper Tumulec |  |

| 4 października 2023 | Partyzant Radoszyce | 0:3 (wo.) | Granat Skarżysko-Kamienna |  |
| 15:30               |                     |           |                           |  |

| 4 października 2023 | Orlicz Suchedniów                     | 2:3   | Spartakus Daleszyce                                             |  |
| 15:30               | 53' Patryk Zygmunt · 74' Damian Salwa | (0:1) | 18' Stanisław Mokrosnop · 78' Patryk Hernik · 86' Tomasz Broniś |  |

| 4 października 2023 | Zenit Chmielnik | 0:3   | Moravia Morawica                                                 |  |
| 15:30               |                 | (0:0) | 47' Oliwier Łączkowski · 51' Michał Zawadzki · 75' Patryk Turlej |  |

| 4 października 2023 | Naprzód Jędrzejów                                                                          | 4:1   | Wierna Małogoszcz    |  |
| 15:30               | 13' Łukasz Gądek · 30' Alan Piskorz · 65' Aleksander Maludziński · 68' Arkadiusz Przeździk | (2:1) | 22' Bartosz Kuzincow |  |

| 4 października 2023 | Piaskowianka Piaski   | 1:3   | Orlęta Kielce                                               |  |
| 15:30               | 13' Rafał Krzysztofik | (1:2) | 26' Patryk Zawierucha · 36' Michał Gajos · 90' Kacper Śliwa |  |

| 4 października 2023 | Sparta Kazimierza Wielka                        | 2:2 k. 6:5    | AKS 1947 Busko-Zdrój                 |  |
| 15:30               | 6' Mateusz Kądzielski · 25' Krystian Kądzielski | (2:2, k. 6:5) | 13' Kamil Skiba · 17' Michał Bogacki |  |

| 4 października 2023 | GKS Rudki                                | 2:1   | Korona III Kielce   |  |
| 15:30               | 22' Mychajło Łyczak · 80' Jakub Stachura | (1:0) | 61' Marcel Łukawski |  |

| 4 października 2023 | Świt Ćmielów | 0:1   | Alit Ożarów    |  |
| 15:30               |              | (0:0) | 79' Jakub Wódz |  |

| 4 października 2023 | Hetman Włoszczowa   | 1:1 k. 4:2    | Neptun Końskie    |  |
| 15:30               | 90' Bartosz Machnik | (0:1, k. 4:2) | 43' Jakub Banasik |  |

| 4 października 2023 | Wisła Sandomierz | 0:9   | Czarni Połaniec |  |
| 15:30               |                  | (0:4) | 18' Adrian Gębalski · 24' Kacper Łebek · 25' Tomasz Mucha · 41' Maciej Żądło · 50' Mateusz Chmielowiec · 53' Mateusz Załucki · 55', 85' Oskar Łąk · 88' Konrad Guca |  |

| 4 października 2023 | Pogoń 1945 Staszów | 0:3   | KSZO 1929 Ostrowiec Świętokrzyski                          |  |
| 15:30               |                    | (0:2) | 20' Michał Nawrot · 31' Jarosław Lis · 82' Patryk Domagała |  |

| 4 października 2023 | ŁKS Łagów                                     | 2:3   | Klimontowianka Klimontów    |  |
| 16:30               | 8' (sam.) Kamil Wochniak · 86' Bartosz Wiecha | (1:0) | 58', 61', 76' Marcin Chmiel |  |

| 11 października 2023 | Stal Kunów | 0:6   | Star Starachowice                                                      |  |
| 15:00                |            | (0:2) | 42', 45' Mateusz Zając · 56', 60' Szymon Kot · 73', 80' Tomasz Palonek |  |

| 11 października 2023 | Nida Oksa         | 1:6   | GKS Nowiny                                                                                   |  |
| 15:30                | 16' Andrzej Kusaj | (1:3) | 24', 42', 83' Damian Kopyciński · 37' Bartosz Papka · 63' Paweł Tomczyk · 77' Karol Boszczyk |  |

## 1/8 finału
Pary 1/8 finału, podobnie jak późniejszych faz, rozlosowano 6 lutego 2024 roku, natomiast mecze rozegrano 3 kwietnia tegoż roku.
| 3 kwietnia 2024 | Sparta Kazimierza Wielka                        | 2:4   | Klimontowianka Klimontów                                                            |  |
| 16:15           | 50' Krystian Kądzielski · 87' Bartosz Kościółek | (0:1) | 11' Marcin Chmiel · 76' Jakub Pawlik · 83' Andrij Szakalec · 90' Alaksiej Piatrenka |  |

| 3 kwietnia 2024 | GKS Rudki | 0:4   | Czarni Połaniec                                         |  |
| 16:15           |           | (0:1) | 32' Mateusz Chmielowiec · 57', 76', 87' Krystian Kardyś |  |

| 3 kwietnia 2024 | Łysica Bodzentyn  | 1:0   | Orlęta Kielce |  |
| 16:15           | 88' Szymon Hajduk | (0:0) |               |  |

| 3 kwietnia 2024 | Hetman Włoszczowa | 0:3   | Korona II Kielce                                     |  |
| 16:15           |                   | (0:2) | 10', 11' Eryk Szymański · 88' (sam.) Igor Łysakowski |  |

| 3 kwietnia 2024 | Naprzód Jędrzejów                          | 2:0   | Moravia Morawica |  |
| 16:15           | 17' Bartłomiej Równicki · 39' Łukasz Gądek | (2:0) |                  |  |

| 3 kwietnia 2024 | Spartakus Daleszyce | 0:4   | KSZO 1929 Ostrowiec Świętokrzyski                                |  |
| 16:15           |                     | (0:2) | 27' Michał Nawrot · 29', 47' Łukasz Mazurek · 71' Jewhenij Mohil |  |

| 3 kwietnia 2024 | Alit Ożarów                                                         | 5:1   | Granat Skarżysko-Kamienna |  |
| 16:15           | 6', 29', 61' Jakub Mażysz · 12' Filip Stępień · 38' Krystian Furman | (4:0) | 84' Wiktor Pluta          |  |

| 3 kwietnia 2024 | GKS Nowiny               | 1:3   | Star Starachowice                                                    |  |
| 16:15           | 50' (sam.) Adrian Szynka | (0:3) | 17' Konrad Handzlik · 23' Mateusz Jagiełło · 40' Szymon Stanisławski |  |

## 1/4 finału
Pary ćwierćfinałowe rozlosowano 6 lutego 2024 roku, natomiast mecze rozegrano 17 kwietnia tegoż roku.
| 17 kwietnia 2024 | Klimontowianka Klimontów | 1:6   | Czarni Połaniec                                                                                 |  |
| 16:45            | 87' Marcin Chmiel        | (0:1) | 44' (sam.) Błażej Misiura · 56' Jakub Kałaska · 64', 70' Michał Banik · 75', 79' Tomasz Palonek |  |

| 17 kwietnia 2024 | Łysica Bodzentyn                                                                   | 4:0   | Korona II Kielce |  |
| 16:45            | 36' Danił Pryjmaczenko · 51' Michał Mikosa · 64' Szymon Hajduk · 73' Kamil Uciński | (1:0) |                  |  |

| 17 kwietnia 2024 | Naprzód Jędrzejów                     | 2:2 k. 2:1    | KSZO 1929 Ostrowiec Świętokrzyski  |  |
| 16:45            | 27' Jakub Grzyb · 81' Piotr Radwański | (1:1, k. 2:1) | 15' Paweł Zdyb · 53' Michał Nawrot |  |

| 17 kwietnia 2024 | Alit Ożarów | 0:1   | Star Starachowice |  |
| 16:45            |             | (0:0) | 53' Adrian Szynka |  |

## 1/2 finału
Losowanie par półfinałowych miało miejsce 6 lutego 2024 roku, natomiast mecze rozegrano 22 maja tegoż roku.
| 22 maja 2024 | Czarni Połaniec    | 1:1 k. 5:4    | Łysica Bodzentyn  |  |
| 17:15        | 88' Tomasz Palonek | (0:0, k. 5:4) | 75' Michał Mikosa |  |

| 22 maja 2024 | Naprzód Jędrzejów   | 1:3   | Star Starachowice                                                  |  |
| 17:15        | 71' Wibson Oliveira | (0:2) | 12' Mateusz Kawecki · 22' Adrian Szynka · 60' Przemysław Śliwiński |  |

## Finał
Mecz finałowy odbył się 15 czerwca 2024 roku. W nim Star Starachowice pokonał Czarnych Połaniec zdobywając Regionalny Puchar Polski w województwie świętokrzyskim i zapewniając sobie udział w rozgrywkach na szczeblu centralnym Pucharu Polski w sezonie 2024/2025.
| 15 czerwca 2024 | Czarni Połaniec                                      | 2:2 k. 4:5    | Star Starachowice                   |                      |
| 17:00           | 53' (sam.) Szymon Stanisławski · 62' Krystian Kardyś | (0:1, k. 4:5) | 18' Adrian Szynka · 90' Piotr Mikos | Suzuki Arena, Kielce |